# Lucien Plourde
Pour l’article homonyme, voir Plourde.
Lucien Plourde (né le 27 mars 1930) est un enseignant, épicier et homme politique fédéral du Québec.

## Biographie
Né à Saint-Augustin-de-Québec dans la région de la Capitale-Nationale, il devient député du Crédit social dans la circonscription fédérale de Québec-Ouest en 1962. Réélu en 1963, il est défait par le libéral Jean Marchand en 1965.